# Nikoloz Mali
Nikoloz Mali (en georgiano: ნიკოლოზ მალი; Tiflis, 27 de enero de 1999) es un futbolista georgiano que juega en la demarcación de lateral derecho para el FC Saburtalo Tbilisi de la Erovnuli Liga.

## Selección nacional
Tras jugar con la selección de fútbol sub-19 de Georgia y la sub-21, finalmente debutó con la selección absoluta el 8 de septiembre de 2020. Lo hizo en un partido de la Liga de las Naciones de la UEFA contra Macedonia que finalizó con un resultado de empate a uno tras el gol de Tornike Okriashvili para Georgia, y de Stefan Ristovski para Macedonia.

## Clubes
| Club                 | País    | Año       | Partidos | Goles |
| -------------------- | ------- | --------- | -------- | ----- |
| FC Saburtalo Tbilisi | Georgia | 2015-2021 | 108      | 5     |
| SK Dinamo Tiflis     | Georgia | 2015-2022 | 41       | 0     |

## Palmarés

### Campeonatos nacionales
| Título               | Club                 | País    | Año  |
| -------------------- | -------------------- | ------- | ---- |
| Erovnuli Liga        | FC Saburtalo Tbilisi | Georgia | 2018 |
| Copa de Georgia      | FC Saburtalo Tbilisi | Georgia | 2019 |
| Supercopa de Georgia | FC Saburtalo Tbilisi | Georgia | 2020 |